# Colégio La Salle Abel
O Colégio La Salle Abel (antigo Instituto Abel) é uma escola privada da cidade de Niterói mantida pelos Irmãos Lassalistas, congregação fundada por São João Batista de La Salle em 1680. Localiza-se no bairro de Icaraí, na Avenida Roberto Silveira. A instituição católica dispõe de um conhecido teatro em Niterói, o Teatro Abel e provem educação de nível ensino fundamental além de educação básica.